# Eberhard Knobloch

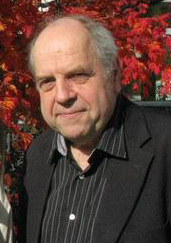
Eberhard Knobloch (2009)

Eberhard Knobloch (* 6. November 1943 in Görlitz) ist ein deutscher Mathematik- und  Wissenschaftshistoriker.

## Leben
Knobloch studierte von 1962 bis 1967 klassische Philologie und Mathematik an der FU Berlin und der TU Berlin. Er legte das Staatsexamen als Gymnasiallehrer ab und begann als Gymnasiallehrer am altsprachlichen Goethe-Gymnasium (Berlin-Wilmersdorf), bevor er 1970 als wissenschaftlicher Assistent im Bereich Wissenschaftsgeschichte wieder an die TU Berlin ging, wo er 1972 bei Christoph Scriba mit einer Arbeit über Leibniz’ Kombinatorik ( Die mathematischen Studien von G. W. Leibniz zur Kombinatorik ) promoviert wurde.
Ab 1973 war er Mathematik-Professor an der Pädagogischen Hochschule Berlin. 1976 habilitierte er sich in Berlin und war Gastwissenschaftler in Oxford, London und Edinburgh. 1981 wurde er Professor für Wissenschaftsgeschichte an der TU Berlin (seit 2002 Akademieprofessor); Emeritierung 2009. 1984 war er Gastprofessor bei der Russischen Akademie der Wissenschaften in Leningrad. Seit 1999 ist er ständiger Gastprofessor an der Universität Nordwestchinas. Außerdem war er Gastprofessor an der École normale supérieure in Paris.
Knobloch befasste sich unter anderem mit Renaissance-Technologie (wie beim Militäringenieur Mariano Taccola), mit den Notizbüchern von Leonhard Euler und mit jesuitischen Wissenschaftlern wie Christoph Clavius.
Er war auch an der neuen Deutung und Entschlüsselung der geographischen Ortsangaben in der Geographie von Ptolemäus durch den Berliner Geodäten Dieter Lelgemann beteiligt.

## Herausgeber
Seit 1976 ist Knobloch Leiter der mathematischen Teile der Akademie-Ausgabe der Werke von Gottfried Wilhelm Leibniz (und später auch der technisch-wissenschaftlichen Teile).
Neben der Leibniz-Edition betreute er auch die Tschirnhaus-Edition der Sächsischen Akademie der Wissenschaften und wirkte an der Kepler-Edition mit. Außerdem war er Leiter der inzwischen eingestellten Alexander von Humboldt Forschungsstelle der Berlin-Brandenburgischen Akademie der Wissenschaften. In dieser Funktion förderte Knobloch die Veröffentlichung zahlreicher Briefwechsel von Humboldt. Die Alexander von Humboldt Forschungsstelle wurde durch das Akademienprogramm gefördert, das von Bund und Ländern gemeinsam finanziert wird.

## Auszeichnungen und Mitgliedschaften in Akademien
Knobloch ist Mitglied der Académie internationale d’histoire des sciences (korrespondierendes Mitglied seit 1984, Mitglied seit 1988, 2001 bis 2005 deren Vizepräsident und danach deren Präsident), seit 1996 der Leopoldina, korrespondierendes Mitglied der Sächsischen Akademie der Wissenschaften, Mitglied der Academia Scientarum Europaea und seit 1997 der Berlin-Brandenburgischen Akademie der Wissenschaften. Von 2001 bis 2005 war er Präsident des deutschen nationalen Komitees für Wissenschaftsgeschichte. 2006 wurde er Präsident der European Society for the History of Sciences. 2014 erhielt er die Blaise-Pascal-Medaille der European Academy of Sciences, für 2017 wurde ihm der Kenneth-O.-May-Preis zugesprochen.

## Schriften (Auswahl)
- Die mathematischen Studien von G. W. Leibniz zur Kombinatorik. Studia Leibnitiana Supplementa, Band 11, 1973, Textband dazu als Band 16, 1976.
- Der Beginn der Determinantentheorie. Leibniz nachgelassene Studien zum Determinantenkalkül. Hildesheim 1980, Arbor Scientiarum B, Band 2.
- Mathematik an der Technischen Hochschule und der Technischen Universität Berlin 1770 - 1988. Verl. für Wiss.- und Regionalgeschichte Engel, Berlin 1998, ISBN 3-929134-20-9.
- mit Menso Folkerts, Karin Reich: Mass, Zahl und Gewicht: Mathematik als Schlüssel zu Weltverständnis und Weltbeherrschung. 2. Auflage Wiesbaden 2001.
- Kepler, Johannes: Vom Neuen Stern im Fuß des Schlangenträgers. Übersetzt von Eva und Otto Schönberger und Eberhard Knobloch. Königshausen & Neumann, Würzburg 2006, ISBN 978-3-8260-3139-7.
- Kepler, Johannes: Kurze Darstellung der Copernicanischen Astronomie in sieben Bänden. Übersetzt von Eva und Otto Schönberger und Eberhard Knobloch. Königshausen & Neumann, Würzburg 2009, ISBN 978-3-8260-4202-7.